# Marianowo (obwód brzeski)
Marianowo (biał. Мар’янова, Marjanowa; ros. Марьяново, Marjanowo) – wieś na Białorusi, w obwodzie brzeskim, w rejonie bereskim, w sielsowiecie Siehniewicze. W 2009 roku liczyła 37 mieszkańców.